# Algeriets Nationale Befrielsesfront
Front de Liberation Nationale – FLN (جبهة التحرير الوطني) (Algeriets Nationale Befrielsesfront) er et politisk parti i Algeriet. Partiet blev grundlagt i 1954. Forløberen for partiet var Étoile Nord-Africaine.
Partiets ungdomsorganisation hedder Union Nationale de la Jeunesse Algérienne.
Ved parlamentsvalget i 2002 fik partiet 2.618.003 stemmer (35.3 %, 199 mandater).
Ved præsidentvalget i 2004 opnåede partiets kandidat, Ali Benflis, 653.951 stemmer (6.4 %).
Algeriets præsident fra 1999 til 2019 Abdelaziz Bouteflika var leder af FNL.